# Пилкохвоста котяча акула філіппінська
Пилкохвоста котяча акула філіппінська (Galeus schultzi) — акула з роду Пилкохвоста котяча акула родини Котячі акули. Інша назва «карликова пилкохвоста акула».

## Опис
Загальна довжина досягає 30 см. Голова дуже коротка (6% довжини усього тіла) й округла. За це отримала свою іншу назву. Очі великі, мигдалеподібні, з мигальною перетинкою. Зіниці щілиноподібні. Щічні горбики низенькі. За очима розташовані крихітні бризкальця. Губні борозни дуже короткі. Рот помірно великий, широко зігнутий. Зуби розташовані у декілька рядків. на верхній щелепі — 48 робочих зубів, на нижній — 45-46. Зуби дрібні, за багатьма верхівками, з яких центральна є високою й гострою, бокові — маленькі. У неї 5 пар коротких зябрових щілин. Тулуб стрункий, щільний. Грудні плавці великі, з овальними верхівками. Має 2 спинних плавця майже однакового розміру. Передній спинний плавець розташовано навпроти кінця черевних плавців, задній — навпроти кінця анального плавця. Черевні плавці відносно широкі та низькі, з кутовими кінчиками. Анальний плавець відносно вузький, становить 10-11% довжини тіла акули. Хвостовий плавець вузький, гетероцеркальний. На верхній його лопаті є зубчастий гребінь, утворений великою шкіряною лускою.
Забарвлення сіро-коричневе. Під основами спинних плавців присутній візерунок зі сідлоподібних плям темного забарвлення. На хвостовому плавці є 2 темні смуги. Ротова порожнина коливається від білуватого до темно-сірого кольору.

## Спосіб життя
Тримається на глибині 329–431 м, острівних схилах та континентальному шельфі. Доволі повільна акула. Полює біля дна, є бентофагом. Живиться креветками, дрібними кальмарами, личинками, морськими черв'яками, а також дрібною костистою рибою.
Статева зрілість у самців настає при розмірі 25 см, самиць — 27-30 см. Це яйцекладна акула. Самиця відкладає 2 яйця з вусиками, якими чіпляється до ґрунту.
Не є об'єктом промислового вилову. У випадку потрапляння до мереж використовується для виробництва рибного борошна.

## Розповсюдження
Мешкає в акваторії Філіппін. За це отримала свою назву.